# Peugeot 308
A Peugeot 308 egy alsó középkategóriás családi autó, amelyet a Peugeot 2007 óta gyárt két generációban.

## Első generáció (T7, 2007–2013)
Az első generációs modell stílusjegyei nyomokban először az 1998-as 206-on voltak láthatók. Ennek utódja, a 2006-os Peugeot 207 már eléggé hasonlít a 308-ra hegyesebb fényszóróival és nagy méretű hűtőmaszkjával. Nagy gondot fordítottak a minőségi és egyéni belső tér megalkotására. A 308 a 10%-kal kevésbé feszes, azonos alvázra készülő 307-et váltotta, amely akkorra már átesett egy frissítésen.
A motorválasztékban szerepelt több dízelmotor, a benzinmotorok közül a legerősebb egy 150 lóerős, 1,6 literes turbófeltöltős volt, amely a 207-es kínálatában is megtalálható). A szén-dioxid kibocsátása motortól függően 120 és 167 gramm között volt megtett kilométerenként.

## Második generáció (T9, 2013–2021)
A 308 az első Peugeot, amely megélt egy teljesen új generációt névváltozás nélkül. Az előző generációhoz képest tömege kb. 140 kg-mal csökkent. Az első és hátsó karosszériamerevítés, a keresztstabilizátor-pálcák, a kézifék karja, a motorháztető és az első sárvédők alumíniumból készültek. Az ülésvázak áttervezése 14, az acél merevítések az ajtókban 15, a műanyag csomagtérajtó 3, az újfajta zajszigetelés 9 kilogrammal járult hozzá a tömeg csökkenéséhez.